# Petre Șandor
Petre Șandor, także Péter Sándor (ur. 1 lutego 1937 w Oradei, zm. w 2009) – rumuński strzelec, olimpijczyk, medalista mistrzostw świata i Europy.

## Kariera sportowa
Był zawodnikiem i trenerem sekcji strzeleckiej Dinama Bukareszt, a także zawodnikiem Steauy Bukareszt.
Dwukrotny uczestnik igrzysk olimpijskich (IO 1968, IO 1972), na których wystąpił w 3 konkurencjach. Najlepsze miejsce osiągnął w swoim pierwszym olimpijskim starcie – zajął 8. pozycję w karabinie dowolnym w trzech postawach z 300 m.
Șandor raz stanął na podium mistrzostw świata. Dokonał tego na zawodach w 1958 roku, podczas których został 
drużynowym wicemistrzem świata w karabinie małokalibrowym leżąc z 50 m (skład zespołu: Constantin Antonescu, Nicolae Dumitrescu, Petre Șandor, Iosif Sîrbu, Dinu Vidrașcu). Indywidualnie kilkukrotnie plasował się wśród 8 najlepszych strzelców świata. Na mistrzostwach świata w 1966 roku był 5. w karabinie standardowym w trzech postawach z 50 m (561 pkt.), zaś na turnieju w 1970 roku dokonał tego 3 razy. Zajął 4. miejsce w karabinie dowolnym leżąc z 300 m (393 pkt.), 5. pozycję w karabinie dowolnym klęcząc z 300 m (381 pkt.) i 6. lokatę w karabinie dowolnym w trzech postawach z 300 m (1132 pkt.).
Stał także na podium mistrzostw Europy. Jako junior zdobył 3 medale (2 srebrne i 1 brązowy) w konkurencjach drużynowych na mistrzostwach w 1955 roku. W seniorskich mistrzostwach Europy ma w dorobku także 3 podia. W 1969 roku został indywidualnym mistrzem kontynentu w karabinie pneumatycznym z 10 m, indywidualnym brązowym medalistą w karabinie dowolnym stojąc z 300 m i drużynowym brązowym medalistą w karabinie małokalibrowym w trzech postawach z 50 m.

## Wyniki

### Igrzyska olimpijskie
| Igrzyska       | Konkurencja                               | Wynik                   | Miejsce | Źródło |
| -------------- | ----------------------------------------- | ----------------------- | ------- | ------ |
| Meksyk 1968    | Karabin dowolny, trzy postawy, 300 m      | 1138 pkt. (394–376–368) | 8       | [ 3 ]  |
| Monachium 1972 | Karabin dowolny, trzy postawy, 300 m      | 1127 pkt. (385–383–359) | 21      | [ 7 ]  |
| Monachium 1972 | Karabin małokalibrowy, trzy postawy, 50 m | 1139 pkt. (387–383–369) | 20      | [ 8 ]  |

### Medale mistrzostw świata
Opracowano na podstawie materiałów źródłowych:
| Mistrzostwa | Konkurencja                                  | Wynik     | Miejsce |
| ----------- | -------------------------------------------- | --------- | ------- |
| Moskwa 1958 | Karabin małokalibrowy leżąc, 50 m, drużynowo | 1959 pkt. |         |

### Medale mistrzostw Europy
Opracowano na podstawie materiałów źródłowych:
| Mistrzostwa    | Konkurencja                                                     | Wynik    | Miejsce |
| -------------- | --------------------------------------------------------------- | -------- | ------- |
| Bukareszt 1955 | Karabin małokalibrowy, trzy postawy, 50 m, drużynowo (juniorzy) | ?        |         |
| Bukareszt 1955 | Karabin małokalibrowy leżąc, 50 m, drużynowo (juniorzy)         | ?        |         |
| Bukareszt 1955 | Karabin małokalibrowy klęcząc, 50 m, drużynowo (juniorzy)       | ?        |         |
| Pilzno 1969    | Karabin dowolny stojąc, 300 m                                   | 370 pkt. |         |
| Pilzno 1969    | Karabin małokalibrowy, trzy postawy, 50 m, drużynowo            | ?        |         |
| Pilzno 1969    | Karabin pneumatyczny, 10 m                                      | 376 pkt. |         |